# Cagno
Cagno (Cagn in dialetto comasco, AFI: /ˈkaɲ/) è una delle tre località che compongono il comune di Solbiate con Cagno in provincia di Como.

## Geografia fisica

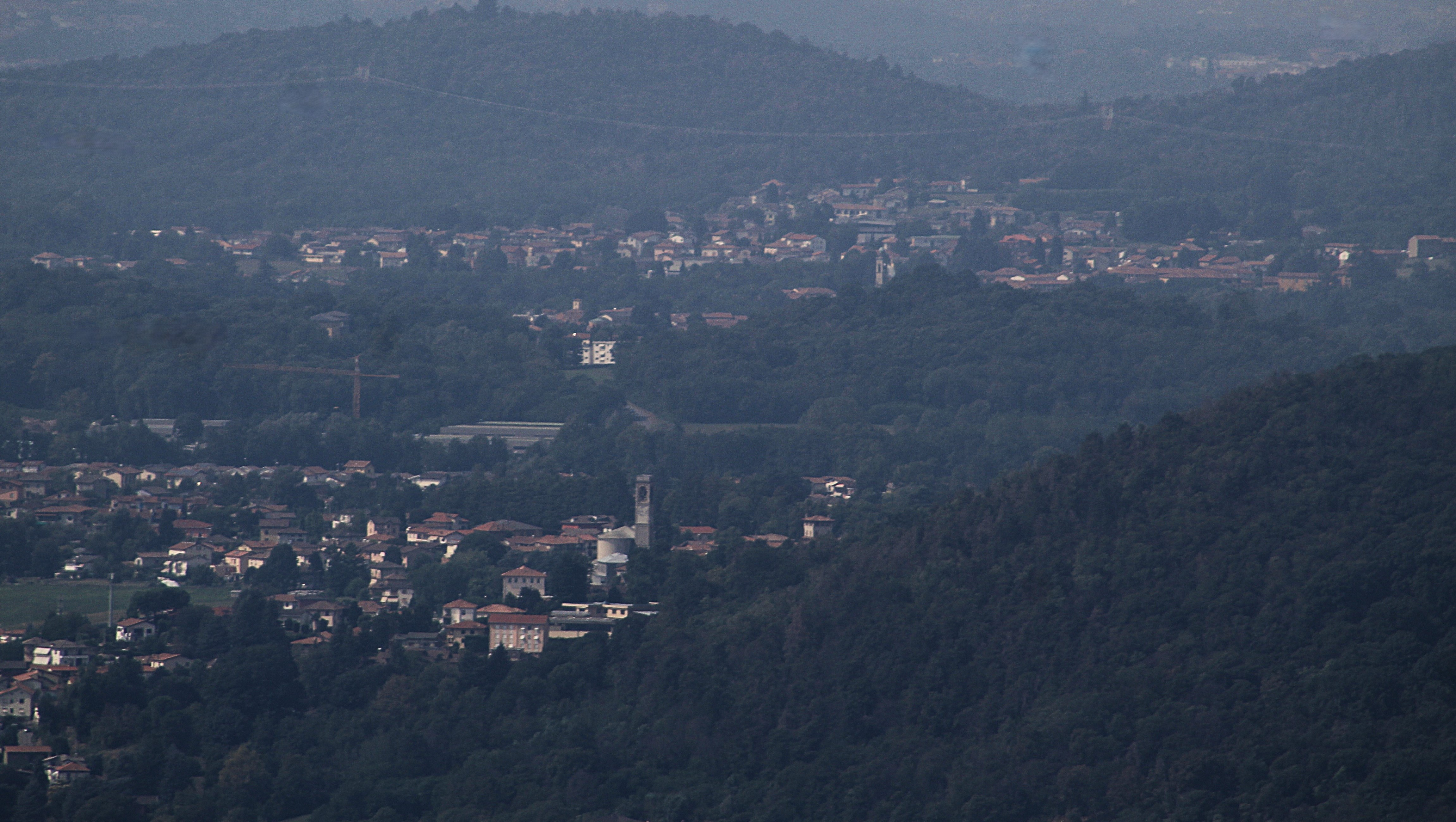
Cagno, sullo sfondo di Uggiate

Cagno è situato in territorio comasco al confine con la provincia di Varese e a pochi chilometri dal confine tra l'Italia e la Svizzera. Risulta pertanto inserito nella cosiddetta Regio Insubrica.
Cagno sorge sulle colline prealpine che delimitano la Valmorea, la valle morenica attraversata dal fiume Lanza. Il territorio del paese è ancora in buona parte occupato da boschi, prati e campi coltivati, tanto da poter tutt'oggi contare la presenza di alcune aziende agricole.
Non è comunque mancato negli ultimi decenni lo sviluppo di una zona industriale attiva e funzionante.

## Origini del nome
Cagno potrebbe derivare da quello di una gens romana, i Canius.
Secondo altre ipotesi, toponimo avrebbe un richiamo al cane, in dialetto locale cagn.
L'ipotesi più quotata sostiene che il nome deriverebbe da cuneatum, cuneus, ovvero un cuneo che si spinge verso la valle.

## Storia
Le ricerche su Cagno hanno portato a risalire il corso della storia fino all'età romana. A quest'epoca risale infatti la tomba rinvenuta nel 1976 sul suolo cagnese e ora conservata all'interno del cimitero.
Molte informazioni storiche giungono anche dalle opere architettoniche presenti sul territorio. All'epoca longobarda sembra risalire la fondazione della chiesa di San Giorgio (a fianco della quale sorge tuttora il campanile in stile romanico perfettamente conservato nei secoli) e del primo nucleo della parrocchiale di San Michele, allora situata all'interno del castrum, nucleo del paese costituito da corti chiuse e strette tra loro, corrispondente all'attuale zona di Piazza Castello. E ancora va ricordata la cappella di San Rocco, eretta probabilmente a cavallo tra 1400 e il 1500.
Il periodo comunale caratterizzato dalle guerre tra Como e Milano vede Cagno dalla parte dei lariani, anche con personaggi a cavallo tra storia e leggenda, primo fra tutti Pierino da Cagno, al quale si ispira anche lo stemma comunale.
Nel XV secolo il territorio di Cagno fu infeudato alla famiglia Odescalchi.
Nel 1652, Cagno e Concagno figuravano tra i territori messi all'asta dal governo spagnolo dello Stato di Milano per finanziare le spese militari di Filippo IV. All'asta partecipò anche la città di Como, interessata ad evitare che questi e altri territori delle pievi di Uggiate, Fino e Zezio finissero nelle mani di terzi che, in virtù dei diritti feudali concessi al vincitore dell'asta, avrebbero potuto sottrarre gli abitanti di tali territori all'obbligo di versare tasse alla stessa città.
Il "comune de Cagnio" e la chiesa di San Michele, la quale risulta sede di una parrocchia già dalla fine del XVI secolo, sono attestati all'interno della pieve di Uggiate già nella prima metà del Trecento. Sempre inserito nella stessa pieve fino al termine del XVIII secolo, nel 1751 il territorio comunale di Cagno risultava estenersi anche i cassinaggi di “Cassina delle Cioche di San Giorgio” e “Molino del Trotto”.
Un decreto di riorganizzazione amministrativa del Regno d'Italia napoleonico datato 1807 sancì, per Cagno, l'annessione dei comuni di Albiolo, Casanova, Caversaccio e Rodero, decisione poi abrogata dalla Restaurazione.
Il 10 giugno 2018 venne approvata tramite un referendum popolare la proposta di fusione di Cagno con il limitrofo comune di Solbiate, creando il nuovo comune di Solbiate con Cagno.

### Simboli

Vecchio stemma comunale

Lo stemma e il gonfalone del Comune di Cagno erano stati concessi con decreto del presidente della Repubblica del 26 novembre 1957.
La composizione dello stemma era ispirata al leggendario Pierino da Cagno.
Il gonfalone era un drappo partito di rosso e di bianco.

## Monumenti e luoghi d'interesse

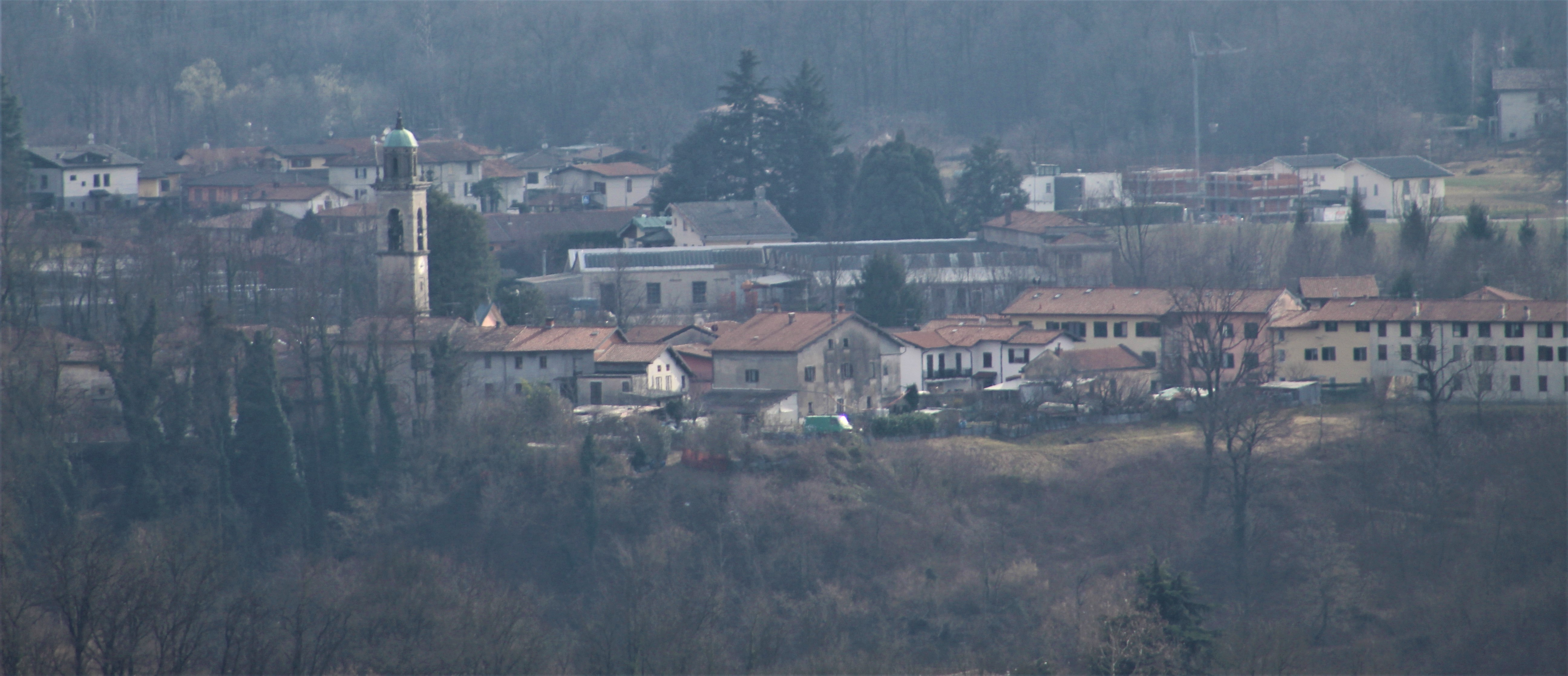
Panoramica sull'area della chiesa di S. Michele

### Architetture religiose

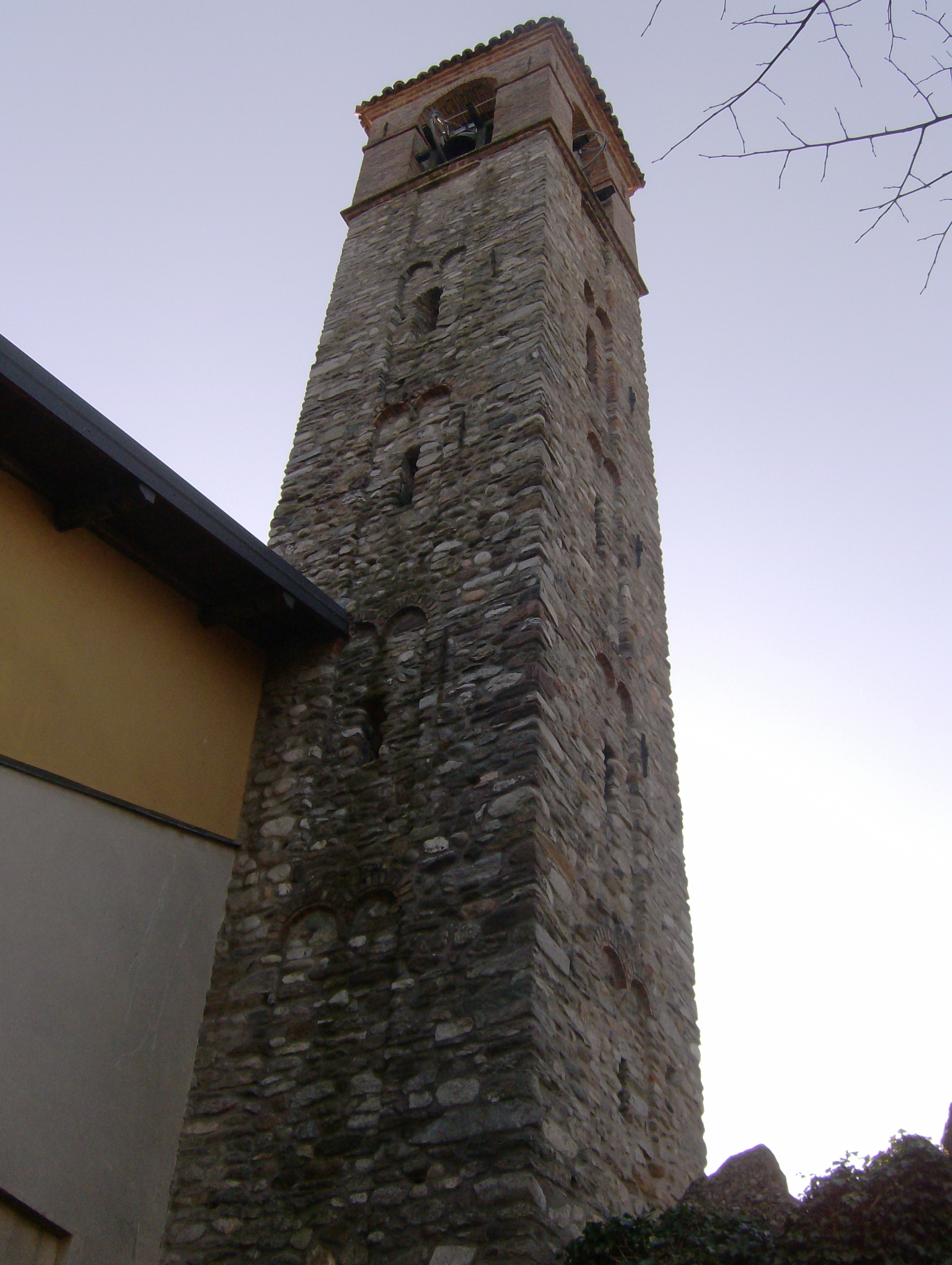
Chiesa di San Giorgio

Da segnalare sul territorio la presenza di numerosi edifici di culto, importanti anche dal punto di vista storico e artistico.
- Chiesa di San Giorgio con annesso campanile romanico databile al Mille[17] e numerosi affreschi[18]. Costruita nel XI secolo, la chiesa fu rimaneggiata nei secoli XII[19] e XVIII.[17] Ogni anno, all'inizio di settembre, l'area nei pressi della chiesa ospita la tradizionale festa paesana della Madonna del Ciuchée.
- Chiesa di San Michele Arcangelo, dedicata al patrono del paese (festeggiato il 29 settembre) e vecchia parrocchiale[20].
- Chiesa di San Giovanni Paolo II, detta "Chiesa Nuova", parrocchiale terminata nel 1979[21].

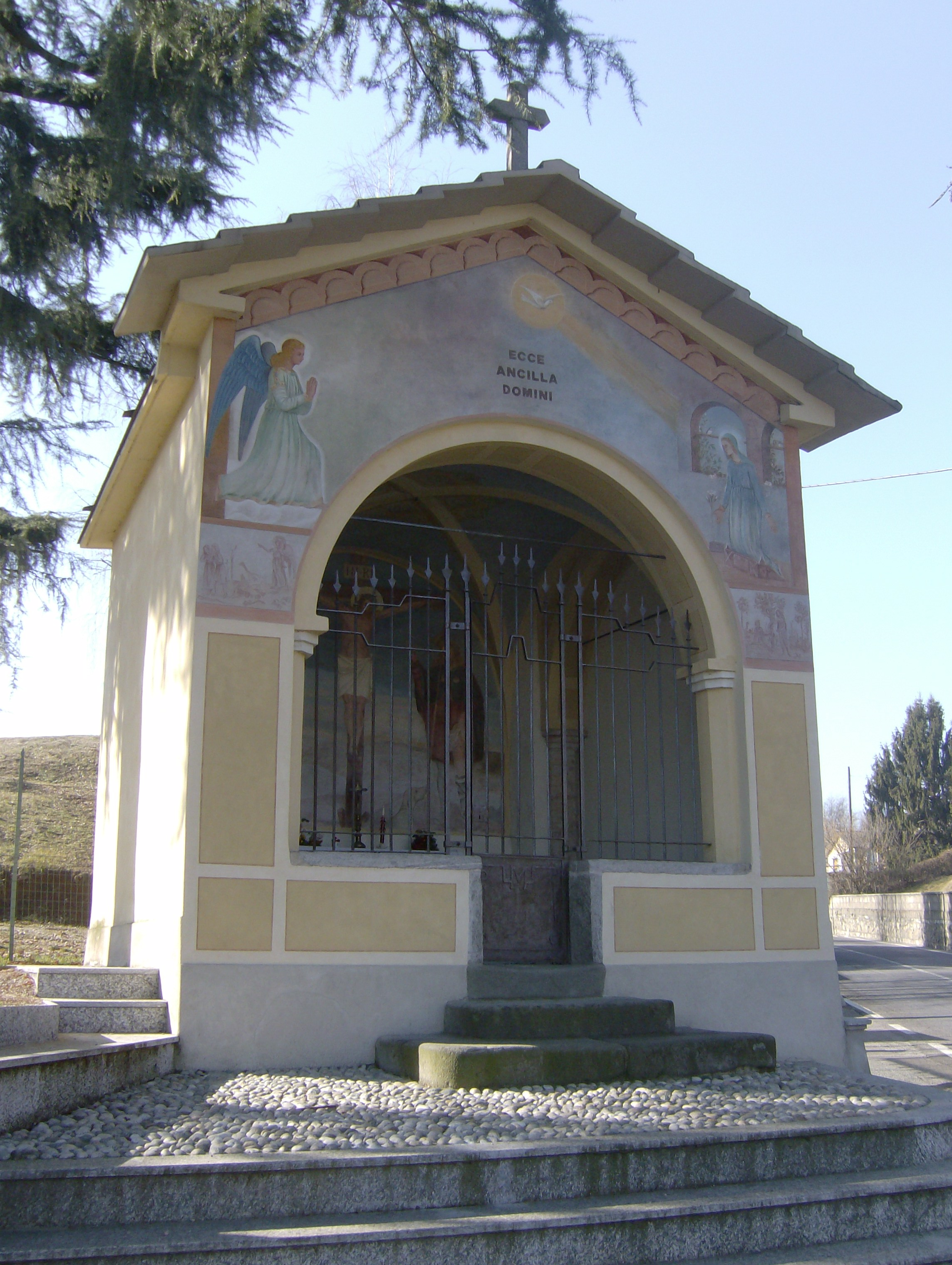
Cappella di San Rocco

- Cappella di San Rocco

### Aree naturali
- Parco Valle del Lanza. Parco locale di interesse sovracomunale. Riconoscimento D.G.R. n. 8967 del 30.4.2002
  - Ente Gestore: Convenzione tra i Comuni di Malnate (VA) (capofila), Cagno, Valmorea, Rodero e Bizzarone (CO).
  - Superficie: 978 ha
  - Caratteristiche: il parco è caratterizzato dall'ampio territorio costituito prevalentemente dalla valle in cui scorre il torrente Lanza, che dal confine italo-svizzero si immette poi in località Folla di Malnate nel fiume Olona e lungo il quale sorgono testimonianze storiche e di archeologia industriale quali mulini ad acqua e antichi nuclei industriali. Altre caratteristiche sono zone umide, ampie zone di interesse agricolo-forestale, sentieri e viabilità campestre, sistema idrografico di terrazzamento; elementi di architettura rurale storica, luoghi di culto e interesse culturale.
- Monumento naturale Sistema naturalistico delle cave di Molera di Malnate e Cagno, istituito nel 2015 nel territorio del Parco, include le cave sfruttate per ottenerne pietra molera, materiale arenario, utilizzata nell'edilizia.

## Società

### Evoluzione demografica

#### Demografia pre-unitaria
- 1751: 390 abitanti[7]
- 1771: 437 abitanti[9]
- 1799: 603 abitanti[10]
- 1805: 613 abitanti[10]
- 1809: 1 784 abitanti (dopo l'annessione di Albiolo, Casanova, Caversaccio e Rodero)[10]
- 1853: 800 abitanti[22]

#### Demografia post-unitaria
Abitanti censiti

## Amministrazione
| Periodo          | Periodo          | Primo cittadino     | Partito                        | Carica  | Note        |
| ---------------- | ---------------- | ------------------- | ------------------------------ | ------- | ----------- |
| 27 ottobre 1946  | 27 maggio 1951   | Giovanni Bernasconi | Democrazia Cristiana           | Sindaco | [ 24 ]      |
| 27 maggio 1951   | 27 maggio 1956   | Alfredo Bernasconi  | Democrazia Cristiana           | Sindaco | [ 24 ]      |
| 27 maggio 1956   | 7 novembre 1960  | Virgilio Somaini    | Democrazia Cristiana           | Sindaco | [ 24 ]      |
| 7 novembre 1960  | 22 novembre 1964 | Romolo Bottinelli   | Democrazia Cristiana           | Sindaco | [ 25 ]      |
| 22 novembre 1964 | 7 giugno 1970    | Remo Mattei         | Democrazia Cristiana           | Sindaco | [ 26 ]      |
| 7 giugno 1970    | 15 giugno 1975   | Emilio Bottinelli   | Democrazia Cristiana           | Sindaco | [ 26 ]      |
| 15 giugno 1975   | 1988             | Giovanni Albricci   | Democrazia Cristiana           | Sindaco | Tre mandati |
| 1988             | 23 aprile 1995   | Enrico Galli        | Democrazia Cristiana           | Sindaco | Due mandati |
| 23 aprile 1995   | 13 giugno 2004   | Tiziano Realini     | lista civica                   | Sindaco | Due mandati |
| 13 giugno 2004   | 25 maggio 2014   | Sergio Mina         | lista civica Cagno insieme     | Sindaco | Due mandati |
| 25 maggio 2014   | 31 dicembre 2018 | Cluadio Ronchini    | lista civica Insieme per Cagno | Sindaco | [ 28 ]      |

## Curiosità

### Il soprannome degli abitanti
I suoi abitanti vengono chiamati anche "àsan", cioè asini. Questo soprannome nasce a causa di una leggenda secondo la quale i cagnesi un giorno, vedendo che cresceva dell'erba sul campanile del paese, decisero di far salire in cima ad esso, per mezzo di una carrucola, un asino legato a una corda, affinché mangiasse l'erba che era cresciuta. Tuttavia le cose non andarono come gli abitanti di Cagno avevano sperato, perché l'asino, che era stato legato per il collo, morì strozzato prima di arrivare in cima e "ripulire" il campanile.
La leggenda vuole che i cagnesi chiamarono poi gli abitanti dei paesi limitrofi per cucinare e
mangiare l'asino: arrivarono quindi, in successione, gli abitanti di:
- Caversaccio (frazione di Valmorea), che macellarono l'asino, da cui il soprannome di tali abitanti Peraa (che significa scuoiatori);
- Bizzarone, che portarono il carbone per far cuocere l'asino, da cui il soprannome di tali abitanti Carbunàtt;
- Casanova (frazione di Valmorea), che divorarono buona parte dell'asino, da cui il soprannome di tali abitanti Goss (che significa ingordi);
- Binago, che invece di mangiare l'asino direttamente in loco, riempirono i grembiuli con più carne possibile e la portarono a casa, da cui il soprannome di tali abitanti Scusarìtt (che significa grembiulini);
- Albiolo, che – essendo giunti in ritardo – trovarono solo pochi resti e vi si buttarono sopra come corvi, da cui il soprannome di tali abitanti Curbàtt (che significa appunto corvi);
- Rodero, ultimi, che non trovarono nulla e tornarono a casa a bocca asciutta, da cui il soprannome di tali abitanti Rabiaa (che significa arrabbiati).

## Galleria d'immagini

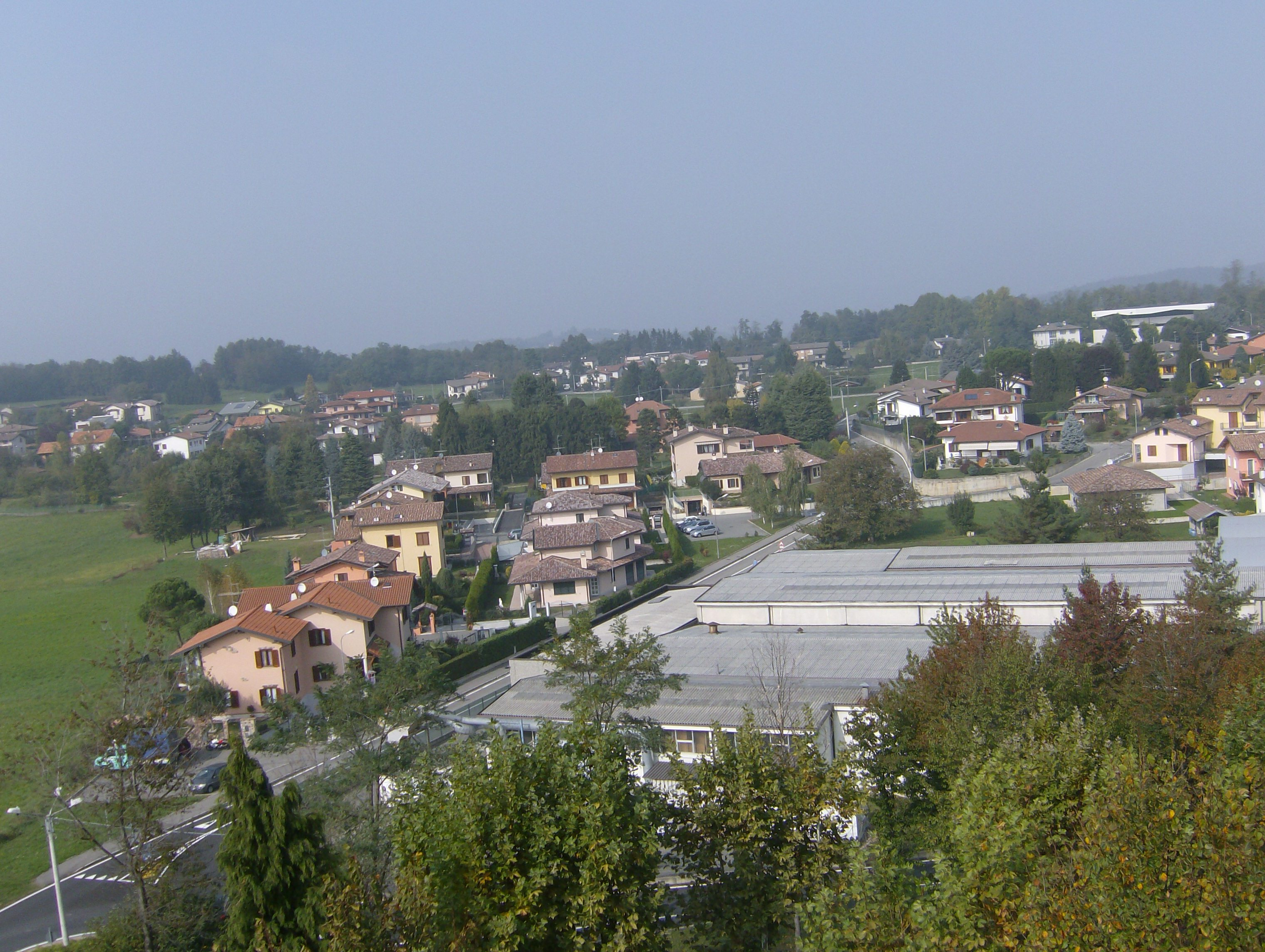
Panorama di Cagno
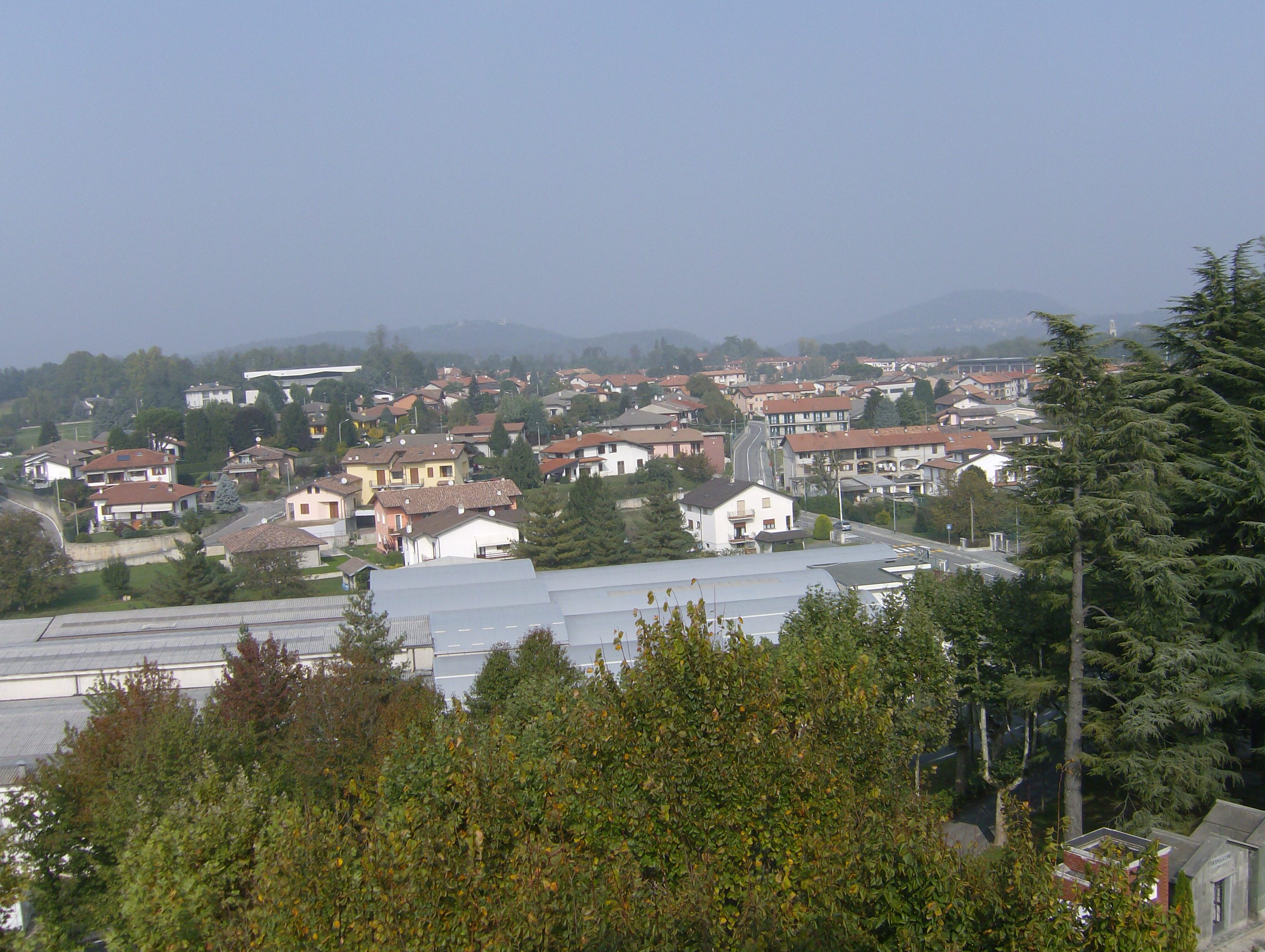
Panorama di Cagno
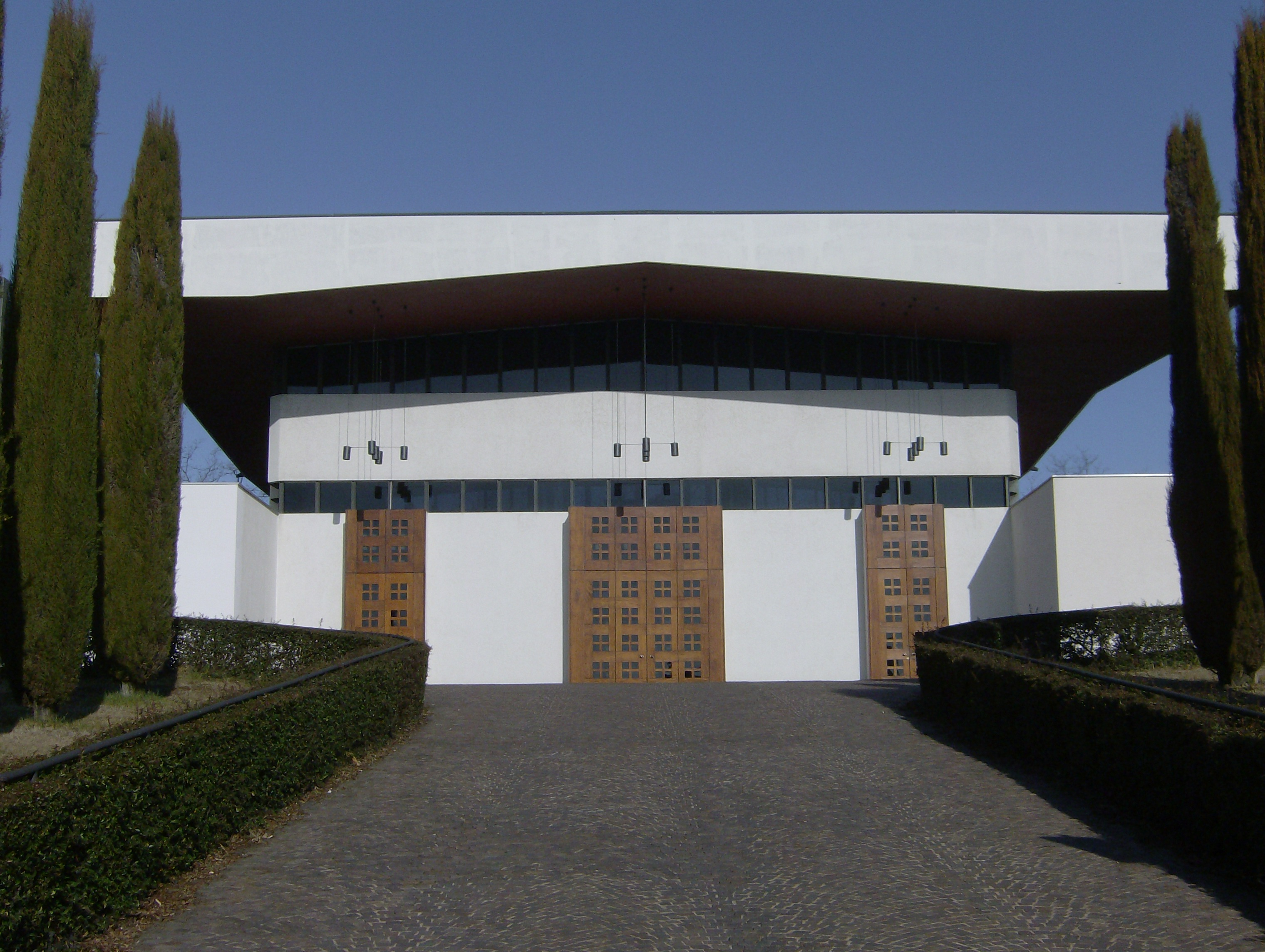
Chiesa "nuova" di San Giovanni Paolo II
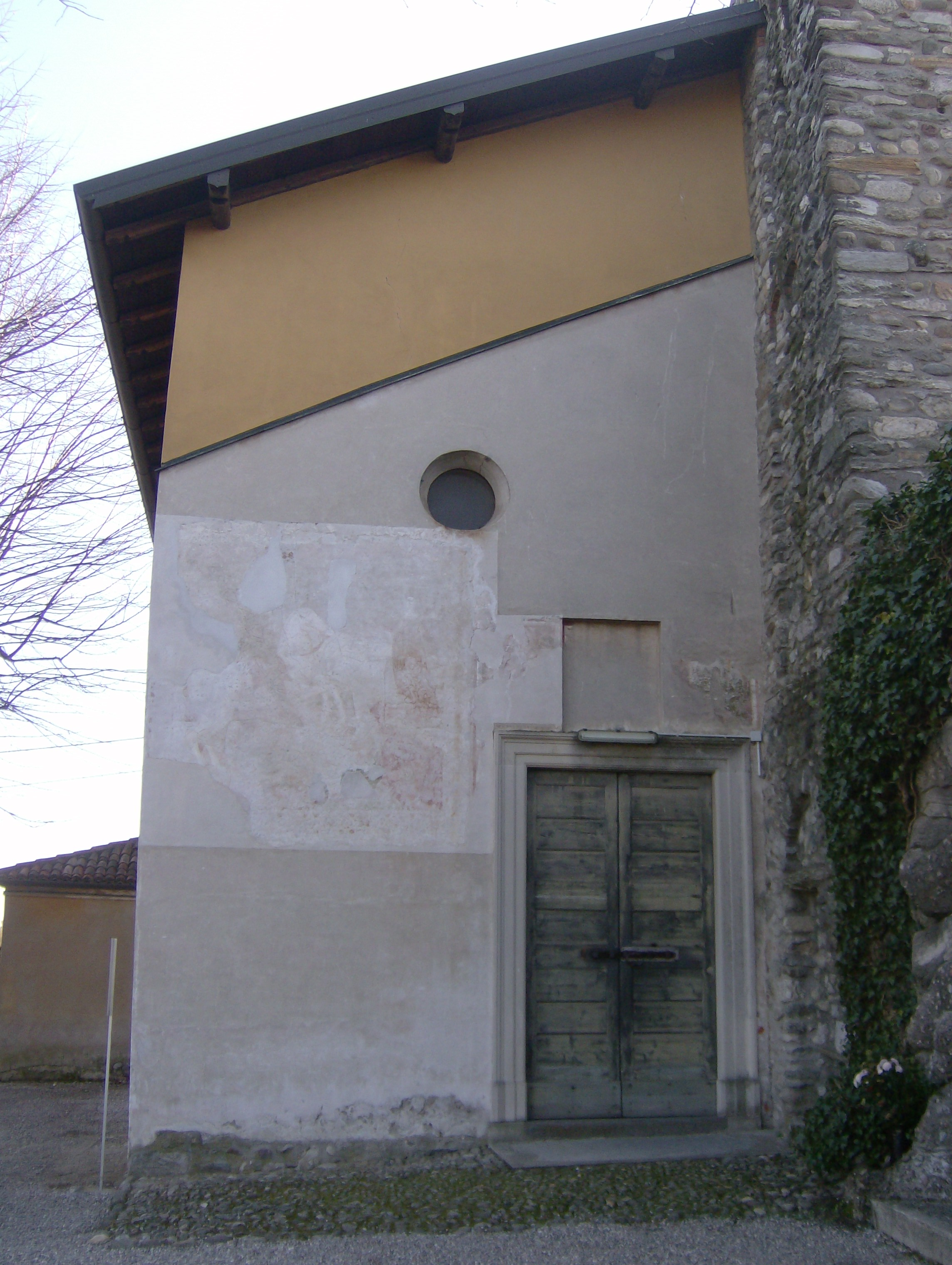
Chiesa di San Giorgio
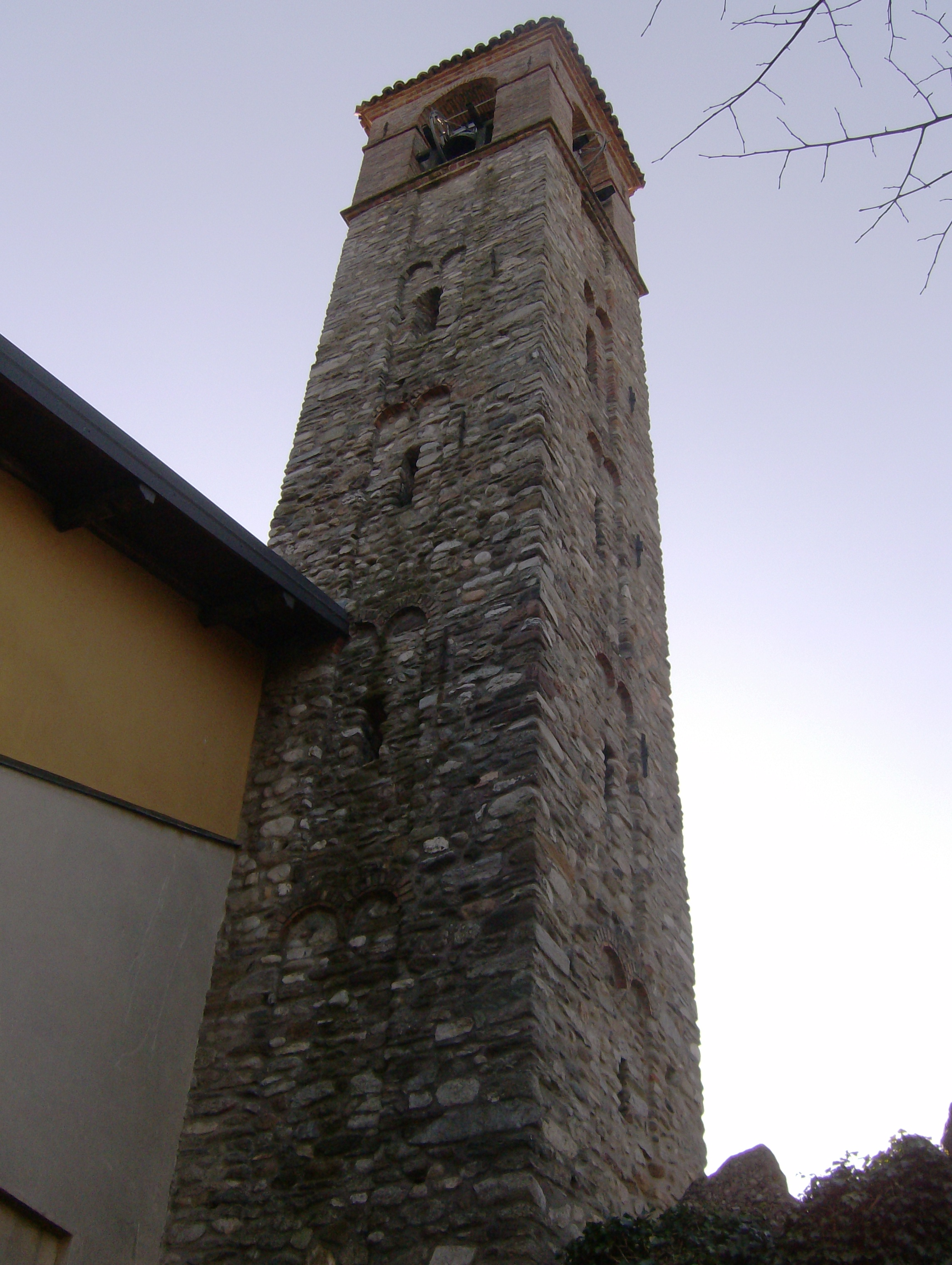
Campanile della chiesa di San Giorgio
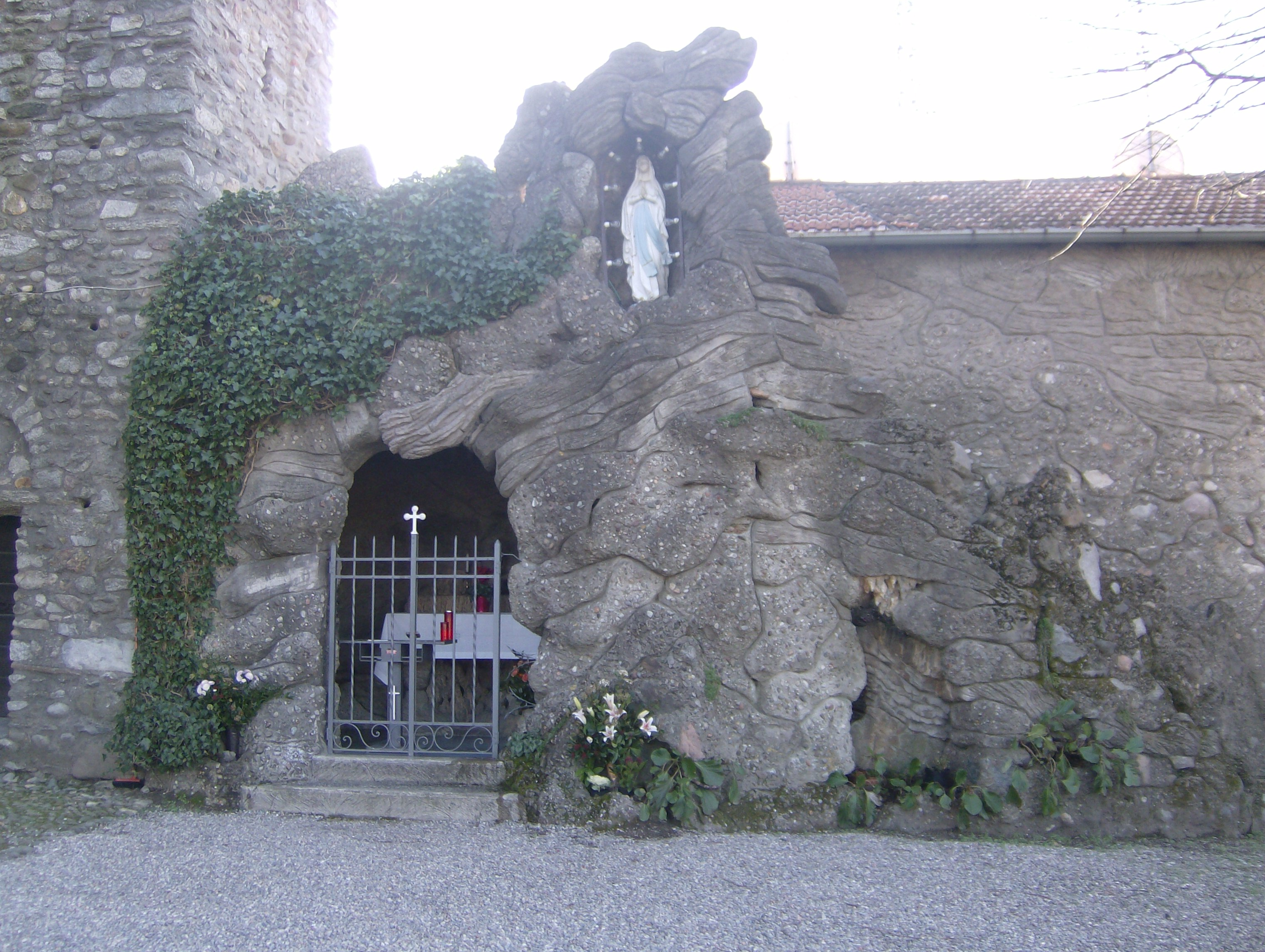
Grotta della chiesa di San Giorgio
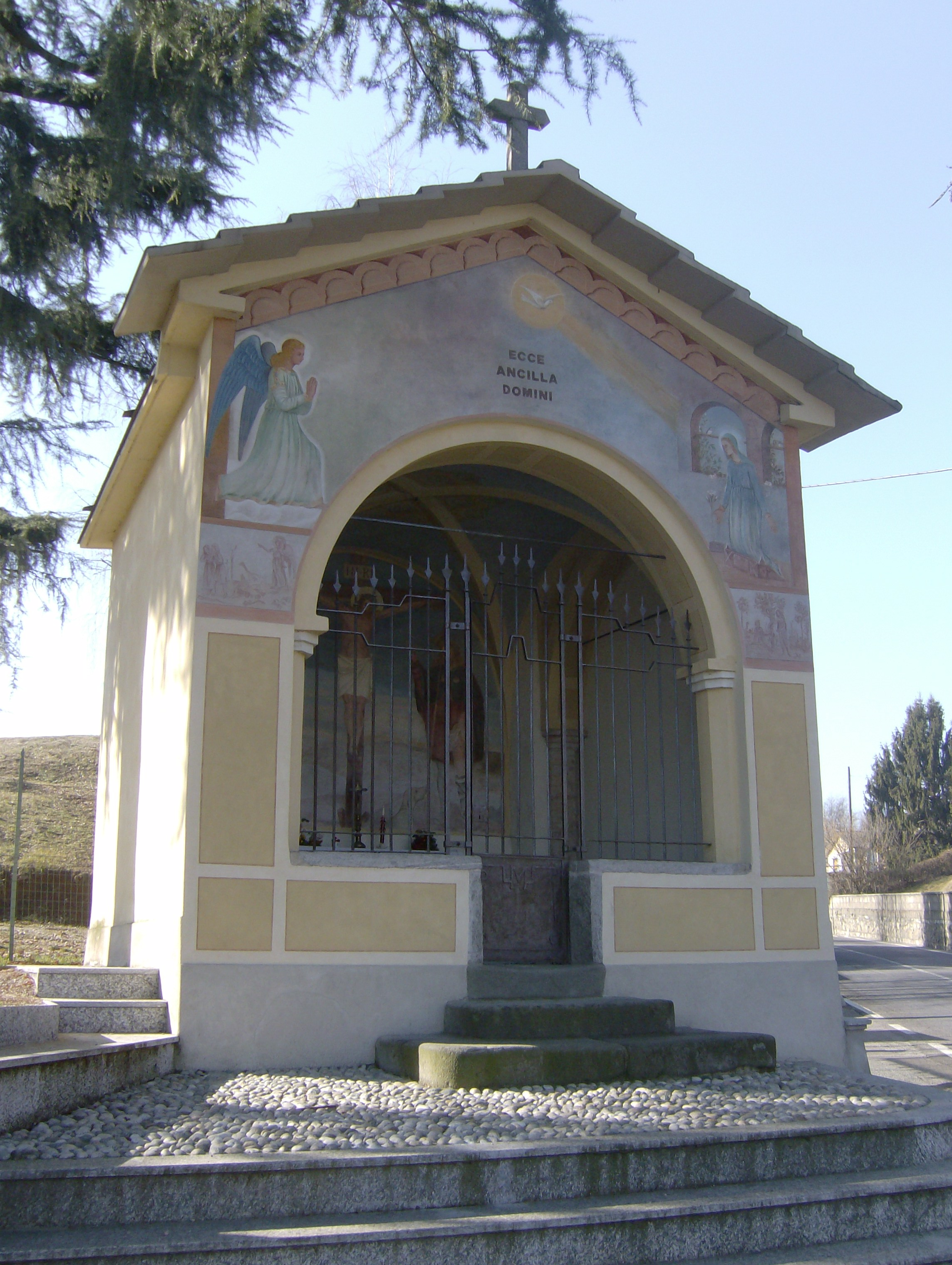
Cappella di San Rocco
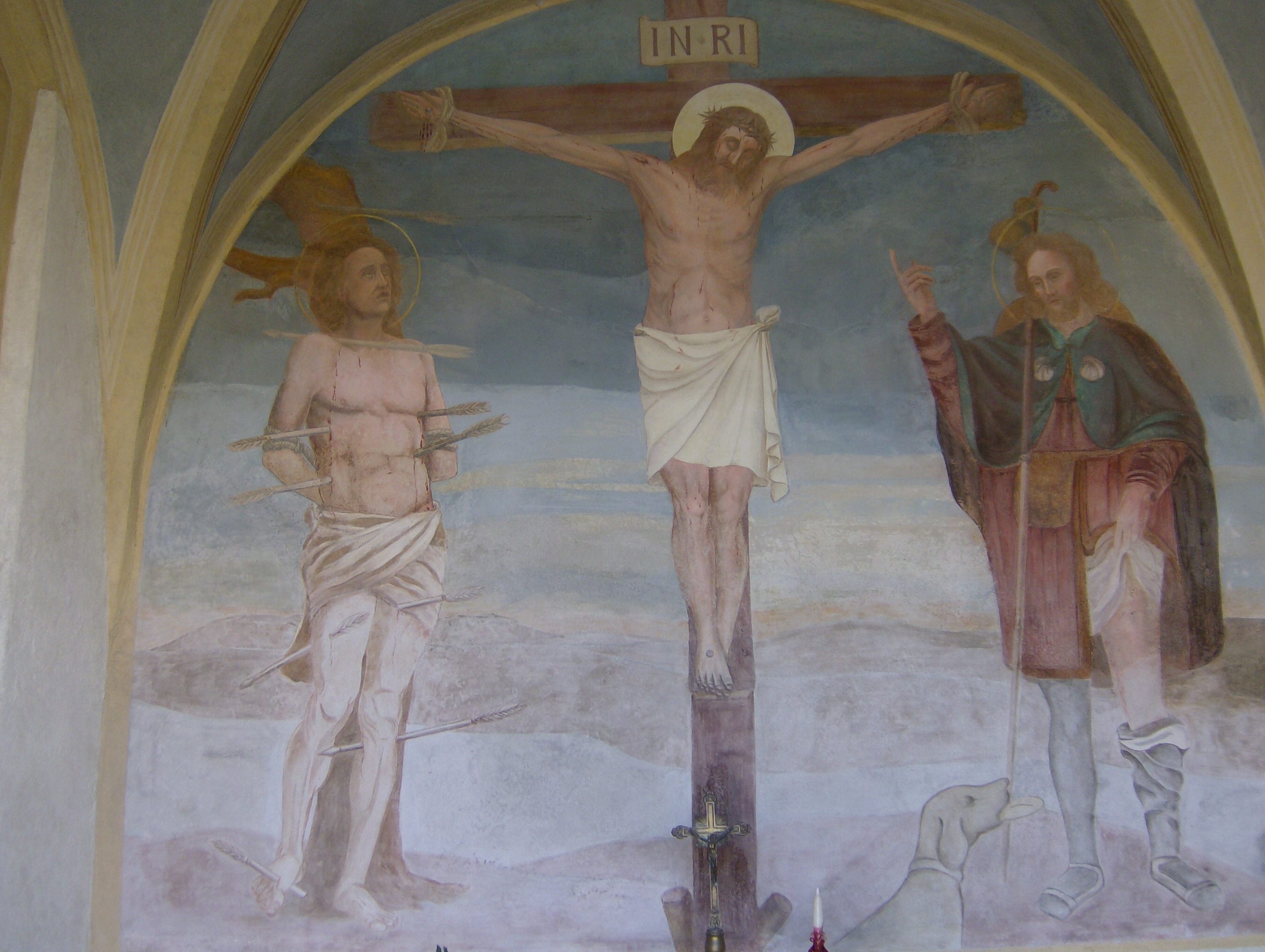
Affresco nella cappella di San Rocco

### Esplicative
1. ↑  Per il dialetto comasco, si utilizza l'ortografia ticinese, introdotta a partire dal 1969 dall'associazione culturale Famiglia Comasca nei vocabolari, nei documenti e nella produzione letteraria.

### Bibliografiche
1. ↑  Dato Istat - Popolazione residente al 30 settembre 2018.
2. ↑   Classificazione sismica (XLS), su rischi.protezionecivile.gov.it.
3. ↑   Tabella dei gradi/giorno dei Comuni italiani raggruppati per Regione e Provincia (PDF), in Legge 26 agosto 1993, n. 412, allegato A, Agenzia nazionale per le nuove tecnologie, l'energia e lo sviluppo economico sostenibile, 1º marzo 2011,  p. 151. URL consultato il 25 aprile 2012 (archiviato dall'url originale il 1º gennaio 2017).
4. ↑   AA. VV., Dizionario di toponomastica. Storia e significato dei nomi geografici italiani, Milano, Garzanti, 1996,  p. 113.
5. 1 2  Borghese, p. 123.
6. ↑  Mancini, pp. 15-19.
7. 1 2 3   Comune di Cagno, sec. XIV - 1757, su Istituzioni storiche – Lombardia Beni Culturali. URL consultato il 17 maggio 2020.
8. ↑   Parrocchia di San Michele, sec. XVI - [1989] – Istituzioni storiche – Lombardia Beni Culturali, su lombardiabeniculturali.it. URL consultato il 17 maggio 2020.
9. 1 2   Comune di Cagno, 1757 - 1797, su Istituzioni storiche – Lombardia Beni Culturali. URL consultato il 17 maggio 2020.
10. 1 2 3 4   Comune di Cagno, 1798 - 1815, su Istituzioni storiche – Lombardia Beni Culturali. URL consultato il 17 maggio 2020.
11. ↑   Comune di Albiolo, 1816 - 1859, su Istituzioni storiche – Lombardia Beni Culturali. URL consultato il 27 aprile 2020.
12. ↑  Caversaccio
13. ↑   Comune di Rodero, 1816 - 1859, su Istituzioni storiche – Lombardia Beni Culturali. URL consultato l'11 maggio 2020.
14. ↑   Nasce Solbiate con Cagno. Stravince il sì alla fusione, in La Provincia, Como, 11 giugno 2018.
15. ↑   Cagno, decreto 1957-11-26 DPR, concessione di stemma e gonfalone, su Archivio Centrale dello Stato. URL consultato il 22 ottobre 2022.
16. ↑   Bozzetti di stemma e gonfalone del Comune di Cagno, su ACS, Raccolta dei disegni degli stemmi di comuni e città. URL consultato il 13 ottobre 2024.
17. 1 2  TCI, Guida d'Italia [...], p. 283.
18. ↑   RomaniCOMO, su romanicomo.it. URL consultato il 22 marzo 2020 (archiviato dall'url originale il 15 agosto 2020).
19. ↑   Chiesa di S. Giorgio - complesso, Via San Giorgio - Cagno (CO), su Architetture – Lombardia Beni Culturali. URL consultato il 14 maggio 2020.
20. ↑   Chiesa di S. Michele - complesso, Piazza della Chiesa - Cagno (CO), su Architetture – Lombardia Beni Culturali. URL consultato il 14 maggio 2020.
21. ↑   A Cagno la prima chiesa dedicata a Papa Wojtyla, su laprovinciadicomo.it. URL consultato il 27 novembre 2021.
22. ↑   Comune di Cagno, 1816 - 1859, su Istituzioni storiche – Lombardia Beni Culturali. URL consultato il 17 maggio 2020.
23. ↑  Dati tratti da:
  -  Popolazione residente dei comuni. Censimenti dal 1861 al 1991 (PDF), su ebiblio.istat.it, ISTAT.
  -  Popolazione residente per territorio - serie storica, su esploradati.censimentopopolazione.istat.it.
Nota bene: il dato del 2021 si riferisce al dato del censimento permanente al 31 dicembre di quell'anno.
24. 1 2 3  Mascetti, p. 350.
25. ↑  Mascetti, pp. 350-351.
26. 1 2  Mascetti, p. 351.
27. ↑  Mascetti, pp. 351-352.
28. 1 2 3 4   Anagrafe degli Amministratori Locali e Regionali, su amministratori.interno.gov.it. URL consultato il 13 maggio 2021 (archiviato dall'url originale il 19 aprile 2021).
29. ↑   Speciale Elezioni 2009 - Comune di Cagno, su corriere.it, Corriere della Sera. URL consultato il 13 maggio 2021.
30. ↑   Elsa Albonico, L'abecedàri, Olgiate Comasco, Il bozzolo, 2007,  pp. 8-9.